# L'Homme d'à côté
Pour le film argentin sorti en 2009, voir L'Homme d'à côté (film, 2009).
Pour plus de détails, voir Fiche technique et Distribution.
L'Homme d'à côté (Der Mann nebenan) est un film allemand réalisé par Petra Haffter et sorti en 1991.

## Synopsis
Arthur Johnson, quinquagénaire solitaire, réside depuis une vingtaine d'années dans un immeuble bourgeois londonien. Sous ses allures strictes d'homme rangé et de comptable consciencieux se cache un psychopathe meurtrier provisoirement assagi, car il descend fréquemment dans sa cave pour se défouler en étranglant le mannequin en celluloïd qu'il y a entreposé. L'emménagement dans l'appartement d'à côté d'un nouveau locataire, étudiant allemand en psychologie de surcroît doté d'un patronyme homonyme (Anthony Johnson), met Arthur en émoi, craignant que le jeune psychologue se penche sur sa personnalité et ses habitudes… 

## Fiche technique
- Titre original : Der Mann nebenan
- Titre français : L'Homme d'à côté
- Réalisation : Petra Haffter
- Scénario : Petra Haffter, d'après le roman Un démon sous mes yeux[1] (A Demon in My View, 1976) de Ruth Rendell.
- Dialogues : Petra Haffter
- Direction artistique : Andrew Rothschild
- Décors : Josef Sanktjohanser
- Costumes : Shuna Harwood
- Photographie : Frank Brühne
- Son : Manfred Arbter
- Montage : Moune Barius
- Musique : Pino Donaggio
- Producteurs : Martin Bruce-Clayton, David Kelly
- Producteurs délégués : Theo Hinz, Herbert Rimbach
- Sociétés de production : Pro-ject Filmproduktion im Filmverlag der Autoren, C & H Film, avec la participation de Westdeutscher Rundfunk, Sender Freies Berlin et Hessischer Rundfunk
- Sociétés de distribution : Arcade-CIC, Futura Filmverlag World Wide, Lions Gate Film, Vidmark Entertainment
- Pays d'origine :  Allemagne
- Langues originales : allemand, anglais
- Format : 35 mm — couleur par Eastmancolor — 1.66:1 — son stéréo Dolby
- Genre : thriller
- Durée : 113 minutes
- Date de sortie :
  - Allemagne : 23 septembre 1991

## Distribution
- Anthony Perkins : Arthur Johnson
- Uwe Bohm : « Anton » Anthony Johnson
- Sophie Ward : Helen Schweizer
- Stratford Johns : Stanley Caspian
- Brian Bovell : Winston Mervin
- Deborah Lacey : Linthea
- James Aubrey : Brian Kotowsky
- Carole Hayman : Vesta Kotowsky
- Choy-Ling Man : Li-Li Chan
- Hans-Peter Hallwachs : Roger Schweizer
- Simon Bright : Steve
- Charmian May : la tante Grace

## Récompenses

### Nomination
- MystFest 1992 : Petra Haffter nommée pour le prix du meilleur film.

## Tournage
- Période de prises de vue : 14 janvier au 11 avril 1991.
  - Intérieurs : Bentesdorf Studio (Allemagne).
  - Extérieurs : Londres (Royaume-Uni).